# Georges Meuris

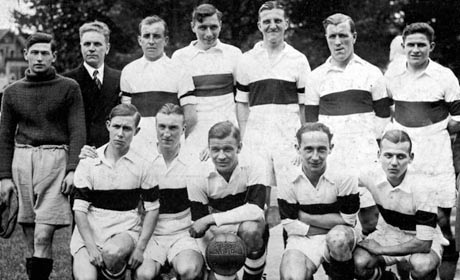
Meuris (obere Reihe, 5. v. rechts) mit der Meistermannschaft 1933

Georges Meuris (* 14. März 1907 in Forest/Vorst, Brüssel; † 8. September 1984 in Brügge) war ein belgisch-französischer Fußballspieler und -trainer.

## Vereinskarriere

### Anfänge in Belgien (bis 1927)
Der 173 Zentimeter große Meuris, der sowohl in der Abwehr als auch im Mittelfeld eingesetzt wurde, begann das Fußballspielen 1921 in seinem Geburtsort beim CS La Forestoise. Er rückte in die erste Mannschaft auf und stieg mit dieser 1926 in die höchste nationale Spielklasse auf, auch wenn er in dieser nicht aufgeboten wurde und 1927 den direkten Wiederabstieg hinnehmen musste. Zur selben Zeit verließ er den Verein; den Status eines Profifußballers hatte er nicht besessen, da die belgische Liga damals nicht professionell ausgerichtet war. 

### Vorkriegsjahre in Frankreich (1932–1939)
Im Sommer 1932 wurde er in den Kader des an der belgischen Grenze angesiedelten nordfranzösischen Klubs Olympique Lille aufgenommen, der im selben Jahr die Division 1 und damit die neu eingeführte landesweite Profiliga mitbegründete. Am 11. September 1932 stand er bei der Eröffnungspartie gegen Olympique Marseille, die mit einer 1:2-Niederlage endete, auf dem Platz und erreichte dadurch sein Debüt im bezahlten Fußball. Fortan wurde er in allen Partien aufgeboten und schaffte mit dem Team am Saisonende den Einzug ins Finale der einzig im Eröffnungsjahr zweigleisig ausgetragenen Liga. Im Endspiel um die Meisterschaft am 14. Mai 1933 wurde Meuris ebenfalls aufgeboten und kam durch einen 4:3-Erfolg gegen die AS Cannes zu seinem ersten Titelgewinn.
1934 wechselte er zum Ligarivalen SO Montpellier in den Süden des Landes und avancierte auch dort zum unumstrittenen Leistungsträger. Mit Montpellier musste er jedoch ein Jahr darauf den Abstieg in die Zweitklassigkeit hinnehmen, sodass er sich 1935 für einen Wechsel zur in der ersten Liga antretenden US Valenciennes-Anzin entschied. Dies führte dazu, dass er 1936 mit Valenciennes den zweiten Abstieg in Serie miterleben musste. Dennoch schaffte er erneut den Verbleib in der Eliteklasse des französischen Fußballs, da er zum Hauptstadtklub Red Star Paris wechselte; dieser hatte sich zuvor nur dank des besseren Torverhältnisses gegenüber Valenciennes in der Liga gehalten. Bei Paris war er ebenfalls fest gesetzt, stieg 1938 aber ein weiteres Mal ab und blieb dem Verein in diesem Fall treu. Auf sportlicher Ebene gelang ein Jahr später der Gewinn der Zweitligameisterschaft und die damit verbundene Rückkehr in die oberste Spielklasse, doch brachte der Beginn des Zweiten Weltkriegs am 1. September 1939 ohnehin die Einstellung des regulären Spielbetriebs mit sich.

### Krieg und Zeit als Spielertrainer (1939–1947)
Trotz des Krieges bot sich Meuris nach 1939 die Möglichkeit zur Fortsetzung seiner Laufbahn, was im Rahmen der inoffiziell ausgetragenen Meisterschaft stattfand. Er blieb Red Star Paris zunächst treu, wurde mit der Mannschaft 1941 Meister der Nordgruppe und schaffte zugleich den Einzug ins Pokalfinale der besetzten Zone des Landes. Durch ein 1:3 gegen Girondins Bordeaux verpasste man allerdings den Sprung ins landesweite Endspiel. Dieser gelang hingegen mit der Qualifikation für das nationale Pokalfinale 1942, bei dem er die Mannschaft als Kapitän auf das Feld führte und dank eines 2:0-Siegs gegen den FC Sète zum einzigen Mal in seiner Karriere die Trophäe gewinnen konnte. 
Im selben Jahr kehrte er der Hauptstadt den Rücken und wechselte in den Westen des Landes zum SCO Angers, wo er einen Posten als Spielertrainer erhielt. Während der letzten Kriegsjahre trat der Verein in Amateurligen an, war aber im Anschluss an die Wiederaufnahme des regulären Spielbetriebs 1945 in der zweiten Liga gesetzt. Der zu diesem Zeitpunkt 38-Jährige Meuris entschied sich für eine Fortsetzung seiner Profikarriere und lief neben seiner Trainerverantwortung regelmäßig als Spieler für eine Mannschaft auf, die sowohl 1946 als auch ein Jahr später knapp den Aufstieg verpasste. Dabei spielte er an der Seite seines 1928 geborenen Sohnes Robert Meuris, der von seinem Vater trotz seines geringen Alters einen Stammplatz geboten bekam. 1947 beendete er im Jahr seines 40. Geburtstags nach 160 Erstligapartien mit zwei Toren sowie 86 Zweitligapartien mit zwei Toren in Frankreich und einem Erstligajahr ohne Einsatz in Belgien seine aktive Laufbahn. Gleichzeitig mit dem Ende seiner Zeit als Spieler gab er sein Traineramt bei Angers auf. 

### Trainerzeit (nach 1947)
Direkt im Anschluss an sein Karriereende übernahm er bei einem unterklassigen Verein aus Angers die Verantwortung als Trainer und behielt diese bis 1949. Danach kehrte er nach Belgien zurück, wo er 1963 als Coach beim Erstligisten Cercle Brügge vorgestellt wurde. Das Amt des Trainers führte er aus, bis er 1966 den Abstieg in die Zweitklassigkeit nicht abwenden konnte und seinen Posten einbüßte. 1967 wurde er in selbiger Position beim Zweitligisten KWSV Thor Genk eingestellt und war dort bis 1968 tätig.

### Stationen
- bis 1927: CS La Forestoise
- 1932 bis 1934: Olympique Lille
- 1934 bis 1935: SO Montpellier
- 1935 bis 1936: US Valenciennes-Anzin
- 1936 bis 1942: Red Star Paris
- 1942 bis 1947: SCO Angers (Spielertrainer)
- 1947 bis 1949: CS Jean Bouin (Spielertrainer)
- 1963 bis 1966: Cercle Brügge (Trainer)
- 1967 bis 1968: THOR Waterschei (Trainer)

## Nationalmannschaft
Nachdem der als Belgier geborene Meuris am 21. Dezember 1932 die französische Staatsbürgerschaft erhalten hatte, war er für die französische Nationalmannschaft spielberechtigt. Für diese debütierte er am 23. Mai 1937 bei einer 0:2-Niederlage in einem Freundschaftsspiel gegen Irland. Zu einem weiteren Einsatz im Trikot seiner neuen Heimat kam der zum damaligen Zeitpunkt 30-Jährige jedoch nicht.